# はいからさんが通る (関田昇介の曲)
「はいからさんが通る」（はいからさんがとおる）は、1978年7月1日に日本コロムビアから発売された関田昇介のシングル（規格品番：SCS-426）。

## 解説
表題曲「はいからさんが通る」は、同名テレビアニメ『はいからさんが通る』のオープニングテーマとして使用された。カップリングには、同じく関田昇介が歌う同作エンディングテーマ「ごきげんいかが? 紅緒です」が収録されている。

## 収録曲
- 両楽曲共に、作詞：中里綴／作曲：関田昇介／編曲：山口ますひろ

1. はいからさんが通る（2分28秒）
2. ごきげんいかが?紅緒です（2分27秒）

## カバー
はいからさんが通る
- マジカル・ドリーム・オーケストラ（メインボーカル：泉香奈） - シングル『スターズ・オン・アニメ(SF編)/スターズ・オン・アニメ(少女まんが編)』（1982年）。メドレー曲「スターズ・オン・アニメ(少女まんが編)」の内の1曲でカバー。
- ジ・アニメルズ - シングル『アニメドレー 臨時増刊号』（1983年）。メドレー曲「ときめきアニメ コレクション1983」の内の1曲でカバー。
- 2020年上演の宝塚歌劇団花組による舞台版（主演：柚香光、華優希）にて、ショーパートのラインダンスのBGMとして本曲のアレンジ版が使用された[2]。